# 東雲座 (豊橋市)
東雲座（しののめざ）は、愛知県豊橋市呉服町にあった演芸場・劇場・映画館。
1900年（明治33年）に演芸場として開館し、1940年（昭和15年）に映画館に転換して豊橋東宝映画劇場に改称した。定員は1,185人であり、豊橋市随一の劇場だった。

## 歴史

### 手間町の常芝居小屋
近世の吉田（今日の豊橋）は吉田城の城下町や東海道の宿場町として栄え、1889年（明治22年）には町制を施行して豊橋町となった。江戸時代の呉服町は呉服や小間物などの日用雑貨を扱う御用商人の町であり、本町・札木町・上伝馬町と比べると軒は低くて道幅は狭かった。天保5年（1834年）には手間町の西光寺裏に常芝居小屋の新築が公認されたとされる。この常芝居小屋にて、四代目中村芝翫や四代目助高屋高助などの歌舞伎役者が興行を行った。江戸時代の地方都市では芝居小屋設立の正式な認可が与えられず、「馬繋ぎ場」の名目で許可されていた。

### 東雲座

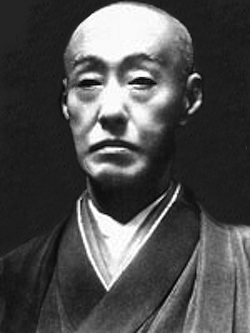
杮落とし公演を行った関西歌舞伎の初代中村鴈治郎

1900年（明治33年）8月3日、渥美郡豊橋町呉服町の龍拈寺裏に東雲座が開館した。建坪は300余坪であり、定員は1,185人。曲尺手（かねんて）町と呉服町の有志が地域の発展のために建設した劇場であり、株式組織形態だった。関西歌舞伎の初代中村鴈治郎が杮落とし公演を行い、深夜24時には劇場の周囲に人だかりができた。当時は深夜3時頃に幕が開き、明け方に初幕が住み、昼頃に閉幕となったという。札木町の芸者たちは24時頃に座敷から戻ると、風呂に入って着物を着替え、寝ずに芝居を見物することがあったという。明治から大正の豊橋には8館の劇場があったが、「西の河原座、東の東雲座」と言われた。
東雲座は演劇が中心だったが、寄席や映画も盛んに開かれ、政治演説会の会場にもなった。1904年（明治36年）11月26日の『新朝報』は、東雲座で上映された映画の内容を「ナイヤガラの瀑布、ロンドンの大火事、馬関汽船の出発、角力、オペラダンス、幽霊を𨨞で切りつける西洋の泥棒、洋服の関守関兵衛」などと報じている。1907年（明治40年）には山口定雄一座による『影法師』が上演されて連日大入りとなった。1910年（明治43年）1月15日の『新朝報』は、東雲座で「日米活動写真大会」が催されて盛況を博したと報じた。明治末期の豊橋には、東雲座のほかに弥生座（上伝馬町）、豊橋座（花田町石塚）、河原座（萱町）、寿座（清水町）などの劇場があった。寺部米吉商店は『東海道豊橋 東雲座絵葉書』を発行しており、外観・貴賓席・二階席・食堂・喫煙室・庭園などの絵はがきがセットになっている。
1914年（大正3年）に東京の帝国劇場で芸術座（第一次芸術座）によって初演された新劇『復活』は、翌年の1915年（大正4年）に東雲座でも上演され、東雲座は地方の演劇場を先導する役割を果たしている。1920年（大正9年）には山森三九郎の個人経営となった。

### 豊橋東宝映画劇場
1940年（昭和15年）には映画館に転換。東宝映画の直営館となり、豊橋東宝映画劇場に改称した。豊橋東宝映画劇場は1945年（昭和20年）6月19日深夜から20日未明の豊橋空襲で焼失した。この空襲では豊橋東宝映画劇場のほかに、豊橋劇場、帝国館、錦館、キネマパワー、花田館、豊橋東宝映画劇場も焼失しており、一時的に豊橋から映画館が消えている。
なお、戦後の1947年（昭和22年）には豊橋市新銭町（現・広小路三丁目）の第二映画劇場が豊橋東宝映画劇場に改称しているが、空襲で焼失した豊橋東宝映画劇場とは異なる。